# 25 Orionis
25 Orionis (ψ1 Orionis nella nomenclatura di Bayer) è una stella bianco-azzurra nella sequenza principale di magnitudine 4,87 situata nella costellazione di Orione. Dista 1109 anni luce dal sistema solare.

## Osservazione
Si tratta di una stella situata nell'emisfero celeste boreale, ma molto in prossimità dell'equatore celeste; ciò comporta che possa essere osservata da tutte le regioni abitate della Terra senza alcuna difficoltà e che sia invisibile soltanto nelle aree più interne del continente antartico. Nell'emisfero nord invece appare circumpolare solo molto oltre il circolo polare artico. La sua magnitudine pari a 4,9 fa sì che possa essere scorta solo con un cielo sufficientemente libero dagli effetti dell'inquinamento luminoso.
Il periodo migliore per la sua osservazione nel cielo serale ricade nei mesi compresi fra fine ottobre e aprile; da entrambi gli emisferi il periodo di visibilità rimane indicativamente lo stesso, grazie alla posizione della stella non lontana dall'equatore celeste.

## Caratteristiche fisiche
La stella è una bianco-azzurra nella sequenza principale, è piuttosto giovane, fa parte infatti dell'associazione Orion OB1, e più precisamente dal sottogruppo che prende il nome dalla stella stessa, 25 Orionis, di un'età compresa fra quelle dei sottogruppi OB1a e OB1b, dunque pochi milioni di anni. Il database stellare SIMBAD la classifica di tipo B1Vpe, dunque una stella peculiare che emette linee di emissione, e con una temperatura superficiale di circa 25.000 K. 25 Orionis infatti è una stella Be, come ad esempio Pleione, ruota velocemente su sé stessa ed è circondata da un disco di gas che è il responsabile delle righe di emissione.
La sua velocità di rotazione, 316 km/s, è perfino superiore a quella di Achernar, e considerando un raggio 6 volte quello solare, le consente di ruotare su sé stessa in appena 23 ore.
Ha una massa 12 volte quella solare, dunque la stella potrebbe anche essere una seria candidata ad esplodere in una supernova di tipo II.
La magnitudine assoluta è -2,79 e la sua velocità radiale positiva indica che la stella si sta allontanando dal sistema solare.